# Ray Reardon/Erfolge
Diese Liste führt die sportlichen Erfolge des Snookerspielers Ray Reardon auf. Reardon war zwischen 1967 und 1992 Profispieler und gilt als dominierender Spieler der 1970er-Jahre sowie als einer der erfolgreichsten Spieler aller Zeiten. Während seiner Karriere hat er 26 Profiturniere gewonnen und stand bei 26 weiteren Turnieren im Finale. Zu seinen größten Erfolgen zählen seine sechs Weltmeistertitel sowie sein Gewinn des Masters 1976, dennoch ist er aber mangels eines Titels bei der UK Championship nicht Mitglied der Triple Crown.
Der 1932 im walisischen Tredegar geborene Reardon gewann bis in die 1960er-Jahre hinein mehrere Amateurturniere und wurde 1967 Profispieler. Bereits drei Jahre später gelang Reardon der erste Weltmeistertitel. Nachdem er zwei Jahre ohne WM-Titel verblieb, gewann er zwischen 1973 und 1976 alle vier Ausgaben der Weltmeisterschaften und setzte sich somit bei der Einführung der Weltrangliste auf Rang eins. Zudem konnte er nach einer Finalniederlage 1975 ein Jahr später das Masters gewinnen. 1977 verlor er ein weiteres Masters-Finale, bevor er 1978 gegen Perrie Mans seinen sechsten und letzten WM-Titel gewann.
Bis 1981 hielt sich Reardon an der Spitze der Weltrangliste und schaffte nach Rang vier in der Saison 1981/82 eine Spielzeit später dank des Vizeweltmeistertitels 1982 die kurzzeitige Rückkehr an die Spitze. Im gleichen Jahr gewann er mit dem Professional Professional Players Tournament sein einziges vollwertiges Ranglistenturnier und nahm 1983 noch einmal am Finale des Masters teil. Im Folgenden verlor Reardon jedoch nach und nach auf der Weltrangliste an Boden und beendete 1992 seine aktive Profikarriere.
Im Anschluss an diese arbeitete Reardon unter anderem für die World Professional Billiards & Snooker Association und verhalf Ronnie O’Sullivan zum Gewinn der Snookerweltmeisterschaft 2004. Nachdem er bereits 1985 zum Member of the Order of the British Empire ernannt worden war, wurde er 2011 in die Snooker Hall of Fame aufgenommen. Reardon verstarb am 19. Juli 2024 an einer Krebserkrankung.

## Ranglistenpositionen und Erfolge bei der Triple Crown
Diese Tabelle zeigt die Ranglistenpositionen von Ray Reardon während seiner Karriere und das Abschneiden in den Triple-Crown-Turnieren, wobei die jeweiligen Ausgaben der Turniere sowie die jeweiligen Weltranglisten verlinkt sind.
| Turnier                          | 1968/ 69          | 1969/ 70          | 1970/ 71          | 1971/ 72          | 1972/ 73          | 1973/ 74          | 1974/ 75          | 1975/ 76          | 1976/ 77          | 1977/ 78 | 1978/ 79 | 1979/ 80 | 1980/ 81 | 1981/ 82 | 1982/ 83 | 1983/ 84 | 1984/ 85 | 1985/ 86 | 1986/ 87 | 1987/ 88 | 1988/ 89 | 1989/ 90 | 1990/ 91 | 1991/ 92 | Gesamt TS / TN |
| -------------------------------- | ----------------- | ----------------- | ----------------- | ----------------- | ----------------- | ----------------- | ----------------- | ----------------- | ----------------- | -------- | -------- | -------- | -------- | -------- | -------- | -------- | -------- | -------- | -------- | -------- | -------- | -------- | -------- | -------- | -------------- |
| \| Weltrangliste WRL \| AP EP \| | keine Rangliste   | keine Rangliste   | keine Rangliste   | keine Rangliste   | keine Rangliste   | keine Rangliste   | keine Rangliste   | 1                 | 1                 | 1        | 1        | 1        | 1        | 4        | 1        | 2        | 5        | 6        | 15       | 38       | 40       | 54       | 73       | 126      | Gesamt TS / TN |
| Triple-Crown-Turniere            |                   |                   |                   |                   |                   |                   |                   |                   |                   |          |          |          |          |          |          |          |          |          |          |          |          |          |          |          |                |
| UK Championship                  | nicht ausgetragen | nicht ausgetragen | nicht ausgetragen | nicht ausgetragen | nicht ausgetragen | nicht ausgetragen | nicht ausgetragen | nicht ausgetragen | nicht ausgetragen | AF       | AF       | –        | HF       | VF       | HF       | VF       | VF       | R2       | R2       | R1       | R1       | QR       | QR       | –        | 0 / 13         |
| Masters                          | nicht ausgetragen | nicht ausgetragen | nicht ausgetragen | nicht ausgetragen | nicht ausgetragen | nicht ausgetragen | F                 | S                 | F                 | HF       | HF       | HF       | VF       | VF       | F        | VF       | VF       | AF       | AF       | –        | –        | –        | –        | –        | 1 / 13         |
| Weltmeisterschaft                | VF                | S                 | HF                | VF                | S                 | S                 | S                 | S                 | VF                | S        | VF       | VF       | HF       | F        | AF       | VF       | HF       | R1       | AF       | QR       | QR       | QR       | QR       | –        | 6 / 23         |
| Weltrangliste WRL                | AP EP             |                   |                   |                   |                   |                   |                   |                   |                   |          |          |          |          |          |          |          |          |          |          |          |          |          |          |          |                |

| Legende | Legende                               |
| ------- | ------------------------------------- |
| S       | Sieger                                |
| F       | Finalist                              |
| HF      | Halbfinalist                          |
| VF      | Viertelfinalist                       |
| AF      | Achtelfinalist                        |
| LX      | Niederlage in der Runde der letzten X |
| RX      | Niederlage in Runde X                 |
| WR      | Niederlage in der Wildcardrunde       |
| QR      | Niederlage in der Qualifikation       |
| NQ      | Nicht qualifiziert                    |
| –       | nicht teilgenommen                    |
| –       | keine Weltranglistenplatzierung       |
| n. a.   | nicht ausgetragen                     |
| k. R.   | keine Rangliste                       |
| TS / TN | Turniersiege / Teilnahmen             |
| AP      | Ranglistenposition am Saisonbeginn    |
| EP      | Ranglistenposition am Saisonende      |

## Übersicht über die Finalteilnahmen
Die folgenden Listen zeigen die Finalteilnahmen Reardons während seiner Karriere. Insgesamt, also auch inklusive der Amateurturniere, erreichte Reardon 65 Endspiele, von denen er 34 gewinnen konnte. Insgesamt elf dieser Turniere waren sogenannten Triple-Crown-Turniere, wobei er bei sieben von diesen prestigeträchtigen Turnieren gewinnen konnte.

### Ranglistenturniere
Insgesamt nahm Reardon an sechs Endspielen von Ranglistenturnieren teil, von denen er fünf für sich entscheiden konnte. Unter den Finalteilnahmen befinden sich insgesamt vier Siege und eine Niederlage in Endspielen der Snookerweltmeisterschaft. Allerdings ist insbesondere die Zuordnung der Weltmeisterschaften 1974–1976 als Weltranglistenturniere umstritten, da deren Ergebnisse zwar auf die ersten Weltranglisten einflossen und diese oft somit als Weltranglistenturnier bezeichnet werden. Allerdings wird beispielsweise die Snookerweltmeisterschaft 1975 vom Weltverband als solches nicht anerkannt. Somit verbleibt gemäß dieser Definition lediglich das Professional Players Tournament 1982 als vollwertiges Ranglistenturnier.
Farbbedeutungen: Turnier der Triple Crown Turnier ohne besonderen Status hinsichtlich Triple Crown
| Ergebnis | Jahr | Turnier                         | Gegner im Finale | Endstand |
| -------- | ---- | ------------------------------- | ---------------- | -------- |
| Sieger   | 1974 | Snookerweltmeisterschaft        | Graham Miles     | 22:12    |
| Sieger   | 1975 | Snookerweltmeisterschaft        | Eddie Charlton   | 31:30    |
| Sieger   | 1976 | Snookerweltmeisterschaft        | Alex Higgins     | 27:16    |
| Sieger   | 1978 | Snookerweltmeisterschaft        | Perrie Mans      | 25:18    |
| Finalist | 1982 | Snookerweltmeisterschaft        | Alex Higgins     | 15:18    |
| Sieger   | 1982 | Professional Players Tournament | Jimmy White      | 10:5     |

### Einladungsturniere
Bei Einladungsturnieren erreichte Reardon insgesamt 23 Mal das Endspiel, wobei er sieben davon gewinnen konnte. Von diesen vierzehn Endspielen entfallen vier auf das Masters, wobei er dort ein Mal gewinnen konnte.
Farbbedeutungen: Turnier der Triple Crown Turnier ohne besonderen Status hinsichtlich Triple Crown
| Ergebnis | Jahr | Turnier                         | Gegner im Finale | Endstand |
| -------- | ---- | ------------------------------- | ---------------- | -------- |
| Sieger   | 1969 | Pot Black                       | John Spencer     | 88:29 1  |
| Finalist | 1970 | Pot Black                       | John Spencer     | 27:88 1  |
| Sieger   | 1971 | Park Drive 600                  | John Spencer     | 4:0      |
| Finalist | 1974 | Norwich Union Open              | John Spencer     | 9:10     |
| Finalist | 1975 | Masters                         | John Spencer     | 8:9      |
| Sieger   | 1976 | Masters                         | Graham Miles     | 7:3      |
| Finalist | 1977 | Masters                         | Doug Mountjoy    | 6:7      |
| Finalist | 1977 | Ireland Tournament              | Alex Higgins     | 3:5      |
| Finalist | 1978 | Golden Masters                  | Doug Mountjoy    | 2:4      |
| Sieger   | 1978 | Champion of Champions           | Alex Higgins     | 11:9     |
| Sieger   | 1978 | Pot Black                       | Doug Mountjoy    | 2:1      |
| Finalist | 1979 | Irish Masters                   | Doug Mountjoy    | 5:6      |
| Finalist | 1979 | Tolly Cobbold Classic           | Alex Higgins     | 4:5      |
| Sieger   | 1979 | Golden Masters                  | Graham Miles     | 4:2      |
| Finalist | 1979 | Kronenbräu 1308 Classic         | Eddie Charlton   | 4:7      |
| Finalist | 1980 | Pot Black                       | Eddie Charlton   | 1:2      |
| Finalist | 1980 | Welsh Professional Championship | Doug Mountjoy    | 6:9      |
| Finalist | 1981 | Irish Masters                   | Terry Griffiths  | 7:9      |
| Sieger   | 1982 | Highland Masters                | John Spencer     | 11:4     |
| Finalist | 1983 | Pot Black                       | Steve Davis      | 0:2      |
| Finalist | 1983 | Masters                         | Cliff Thorburn   | 7:9      |
| Finalist | 1983 | Irish Masters                   | Steve Davis      | 2:9      |
| Finalist | 1991 | European Grand Masters          | Martin Clark     | 0:3      |

### Non-ranking-Turniere
Bei sogenannten Non-ranking-Turnieren – Turniere, die wie die Einladungsturniere keinen Einfluss auf die Weltrangliste haben – erreichte Reardon 16 Mal das Finale, wobei er zehn Mal gewinnen konnte.
Farbbedeutungen: Turnier der Triple Crown Turnier ohne besonderen Status hinsichtlich Triple Crown
| Ergebnis | Jahr | Turnier                                   | Gegner im Finale | Endstand |
| -------- | ---- | ----------------------------------------- | ---------------- | -------- |
| Sieger   | 1970 | Snookerweltmeisterschaft                  | John Pulman      | 37:33    |
| Sieger   | 1973 | Snookerweltmeisterschaft                  | Eddie Charlton   | 38:32    |
| Sieger   | 1974 | Pontins Professional                      | John Spencer     | 10:9     |
| Sieger   | 1975 | Pontins Professional                      | John Spencer     | 10:4     |
| Sieger   | 1976 | Pontins Professional                      | Fred Davis       | 10:9     |
| Finalist | 1976 | Canadian Club Masters                     | Alex Higgins     | 4:6      |
| Finalist | 1976 | World Professional Matchplay Championship | Eddie Charlton   | 24:31    |
| Sieger   | 1977 | Welsh Professional Championship           | Doug Mountjoy    | 12:8     |
| Sieger   | 1978 | Pontins Professional                      | John Spencer     | 7:2      |
| Finalist | 1980 | British Gold Cup                          | Alex Higgins     | 1:5      |
| Finalist | 1980 | Pontins Professional                      | John Virgo       | 6:9      |
| Sieger   | 1981 | Welsh Professional Championship           | Cliff Wilson     | 9:6      |
| Finalist | 1982 | Pontins Professional                      | Steve Davis      | 4:9      |
| Sieger   | 1983 | Welsh Professional Championship           | Doug Mountjoy    | 9:1      |
| Sieger   | 1983 | International Masters                     | Jimmy White      | 9:6      |
| Finalist | 1983 | Pontins Professional                      | Doug Mountjoy    | 7:9      |

### Ligen
Bei Ligen-Turnieren konnte Reardon lediglich drei Endspiele erreichen, wovon er zwei gewann.
| Ergebnis | Jahr | Turnier                      | Gegner im Finale | Endstand |
| -------- | ---- | ---------------------------- | ---------------- | -------- |
| Sieger   | 1971 | Park Drive 2000              | John Spencer     | 4:3      |
| Finalist | 1973 | Men of the Midlands          | Alex Higgins     | 3:5      |
| Sieger   | 1979 | Forward Chemicals Tournament | John Spencer     | 9:6      |

### Teamevents
Insgesamt erreichte Reardon bei Teamevents fünf Mal das Finale; zwei davon konnte er gewinnen.
| Ergebnis        | Jahr | Turnier                    | Teampartner                   | Gegner im Finale                           | Endstand |
| --------------- | ---- | -------------------------- | ----------------------------- | ------------------------------------------ | -------- |
| Sieger          | 1979 | World Challenge Cup        | Terry Griffiths Doug Mountjoy | Fred Davis John Spencer Graham Miles       | 14:3     |
| Sieger          | 1980 | World Challenge Cup        | Terry Griffiths Doug Mountjoy | Cliff Thorburn Kirk Stevens Bill Werbeniuk | 8:5      |
| Zweitplatzierte | 1981 | World Team Classic         | Terry Griffiths Doug Mountjoy | Steve Davis John Spencer David Taylor      | 3:4      |
| Zweitplatzierte | 1983 | World Team Classic         | Terry Griffiths Doug Mountjoy | Steve Davis Tony Knowles Tony Meo          | 2:4      |
| Zweitplatzierte | 1985 | World Doubles Championship | Tony Jones                    | Tony Meo Steve Davis                       | 5:12     |

### Amateurturniere
Während seiner Karriere nahm Reardon an zwölf Endspielen von Amateurturnieren teil, von denen er acht gewinnen konnte.
| Ergebnis | Jahr | Turnier                              | Gegner im Finale | Endstand  |
| -------- | ---- | ------------------------------------ | ---------------- | --------- |
| Sieger   | 1950 | Walisische Snooker-Meisterschaft     | John Ford        | 5:3       |
| Sieger   | 1951 | Walisische Snooker-Meisterschaft     | Richie Smith     | 5:2       |
| Sieger   | 1952 | Walisische Snooker-Meisterschaft     | John Ford        | 5:3       |
| Sieger   | 1953 | Walisische Snooker-Meisterschaft     | Aubrey Kemp      | 5:3       |
| Sieger   | 1954 | Walisische Snooker-Meisterschaft     | John Ford        | unbekannt |
| Sieger   | 1955 | Walisische Snooker-Meisterschaft     | John Ford        | 5:2       |
| Finalist | 1956 | English Amateur Championship         | Tommy Gordon     | 9:11      |
| Sieger   | 1964 | English Amateur Championship         | John Spencer     | 11:8      |
| Finalist | 1965 | English Amateur Championship – North | Pat Houlihan     | 5:6       |
| Sieger   | 1975 | Pontins Spring Open                  | John Virgo       | 7:1       |
| Finalist | 1982 | Pontins Spring Open                  | John Parrott     | 4:7       |
| Finalist | 1983 | Pontins Spring Open                  | Terry Griffiths  | 3:7       |